# Édouard Lacretelle
Pour les articles homonymes, voir Lacretelle.
Jean Édouard Lacretelle est un peintre français né à Forbach le 4 juin 1817 et mort le 3 mai 1900 dans le 16e arrondissement de Paris.
Il s'est notamment illustré dans le portrait. Le musée historique du château de Versailles possède un portrait de Jean-Jacques Rousseau réalisé en 1843 par Lacretelle et commandé par le roi Louis-Philippe.